# Uchū kaizoku Captain Harlock
Uchū kaizoku Captain Harlock (jap. 宇宙海賊キャプテンハーロック Uchū Kaizoku Kyaputen Hārokku) – japoński film animowany z gatunku science fiction w reżyserii Shinji Aramaki.
Film jest adaptacją mangi Leiji Matsumoto z lat 1977-79 o tym samym tytule. Scenariusz do filmu napisał Harutoshi Fukui dostosowując fabułę mangi do realiów współczesnego społeczeństwa.

## Obsada
- Shun Oguri jako Kapitan Harlock[3]
- Haruma Miura jako Yama Daiba[3]
- Yū Aoi[3] jako Miime
- Arata Furuta[3] jako Yattaran
- Ayano Fukuda[3] jako Tori-san
- Toshiyuki Morikawa[3] jako Isora Daiba
- Maaya Sakamoto[3] jako Nami
- Miyuki Sawashiro[3] jako Kei
- Kiyoshi Kobayashi[3] jako Roujin
- Chikao Ōtsuka[3] jako Soukan